# Furhgill Zeldenrust
Furhgill Zeldenrust (21 luglio 1989) è un calciatore olandese, attaccante del Capelle.

## Carriera
Ha giocato in Eredivisie con l'RKC Waalwijk nella stagione 2012-2013.